# Ramon Fuster i Rabés
Ramon Fuster i Rabés (Bell-lloc d'Urgell, Pla d'Urgell, 17 de març del 1916 - Barcelona 26 d'agost del 1976) fou un intel·lectual català. Estudià el batxillerat a Balaguer i magisteri a Barcelona el 1936. Llicenciat en filosofia i lletres, durant la postguerra fou professor a l'Escola Virtèlia, successora de la Mútua Escolar Blanquerna. També col·laborà a les revistes cristianes Forja, Qüestions de Vida Cristiana i fou un dels fundadors de Quaderns d'Orientació Familiar, que publicava l'Institut Catòlic d'Estudis Socials de Barcelona. El 1956 va fundar a Bellaterra amb Maria Rosa Fàbregas l'Escola Tagore, d'inspiració cristiana però no confessional, que actualment duu el seu nom (Escola Ramon Fuster) i està dins la Fundació Collserola. Més tard es vinculà al CC i participà en l'afer Galinsoga. Fou també un entusiasta defensor del Concili del Vaticà II.
El 1961 fundà la revista infantil Cavall Fort i participà en el moviment de renovació pedagògica vinculat a l'Associació de mestres Rosa Sensat. De 1967 a 1971 presidí el Centre d'Estudis Francesc Eiximenis. El 1971 participà en la primera reunió de l'Assemblea de Catalunya, fou degà del Col·legi Oficial de Doctors i Llicenciats en Filosofia i Lletres i en Ciències de Catalunya (1969-1977) i amb Jaume Vilalta i Gonzàlez participà en la fundació del diari Avui.
Amb motiu del centenari del seu naixement, el Col·legi Oficial de Doctors i Llicenciats en Filosofia i Lletres i en Ciències de Catalunya va organitzar una sèrie d'actes commemoratius amb la participació de l'Ajuntament de Bell-Lloc, la revista Cavall Fort i la Fundació Collserola.
En memòria de Ramon Fuster el Col·legi Oficial de Doctors i Llicenciats en Filosofia i Lletres i en Ciències de Catalunya atorga des de 1981 el premi Ramon Fuster.

## Obres
- De l'Equador a Groenlàndia (1964)
- Sangota, el gos llop (1965)
- L'educació, problema social (1965)